# Ільїнський (Благовіщенський район)
Ільї́нський (рос. Ильинский, башк. Ильинск) — присілок (у минулому селище) у складі Благовіщенського району Башкортостану, Росія. Входить до складу Удільно-Дуванейської сільської ради.
Населення — 5 осіб (2010; 10 в 2002).
Національний склад:
- росіяни — 80 %